# Lappula glabrata
Lappula glabrata är en strävbladig växtart som beskrevs av Mikhail Grigoríevič Popov och Nikolai Vasilievich Pavlov. Lappula glabrata ingår i släktet piggfrön, och familjen strävbladiga växter. Inga underarter finns listade i Catalogue of Life.